# Reinickella
Reinickella là một chi nhện trong họ Thomisidae.